# Mohammed Afzal Khan

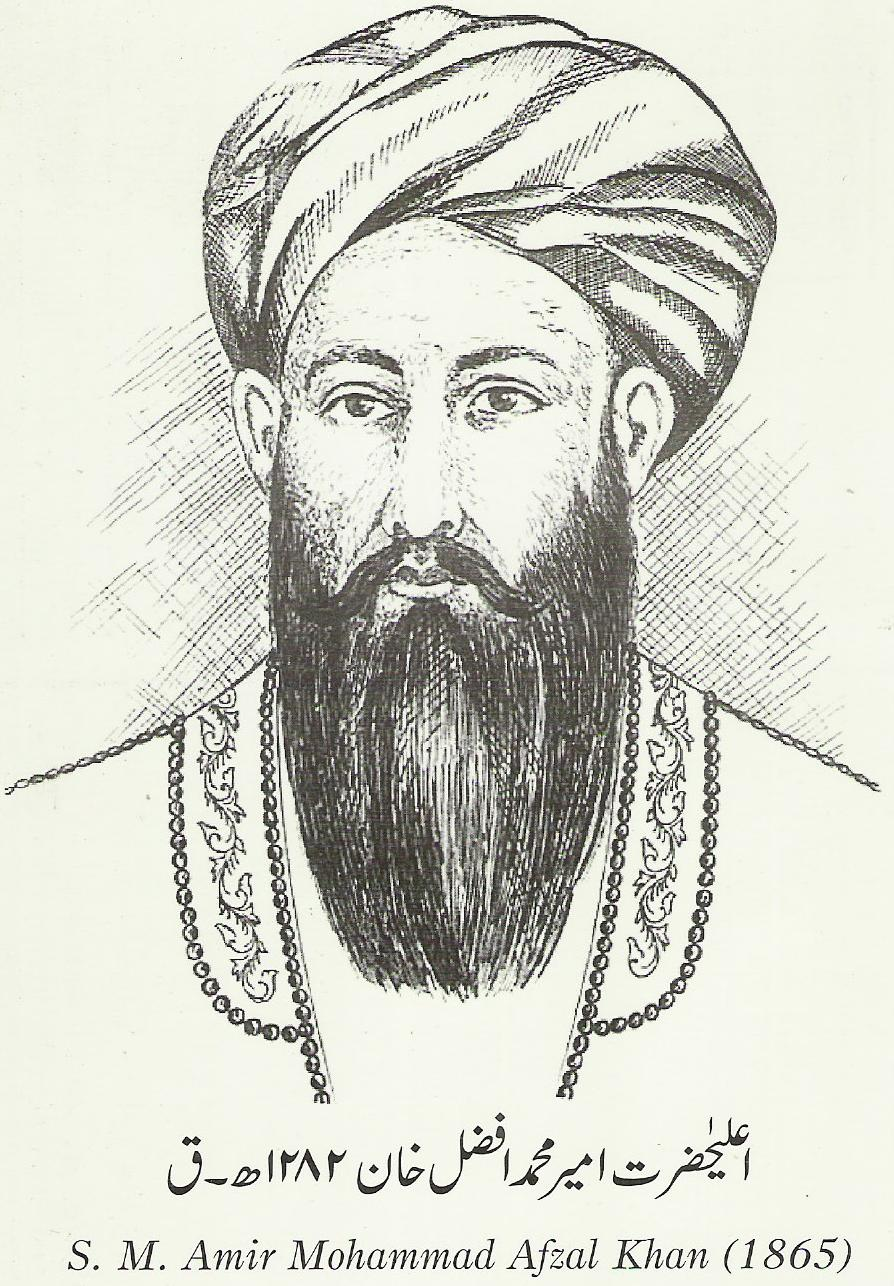
Afbeelding van Mohammed Afzal Khan

Mohammed Afzal Khan (Kaboel, omstreeks 1811 - aldaar, 7 oktober 1867) was een Afghaans staatsman. Hij was gouverneur van Turkestan in Afghanistan van 1849 tot 1863 en emir van Afghanistan van mei 1866 tot aan zijn dood op 7 oktober 1867.

## Leven en werk
Mohammed Khan was de zoon van de stichter van de Barakzai-dynastie, Dost Mohammed Khan. Hij was onder meer verantwoordelijk voor de stichting van Takhteh Pol. Na de dood van zijn vader werd alleen zijn jongere broer Shir Ali emir van Afghanistan. Echter, na slechts drie jaar werd hij afgezet door Mohammed Afzal Khan en nam Kaboel in. Op 7 oktober 1867 stierf Khan aan cholera. Shir Ali volgde hem terug naar de troon.
Zijn zoon Abdoer Rahman Khan was van 1880 tot 1901 emir van Afghanistan.